# السنة الدولية للصرف الصحي

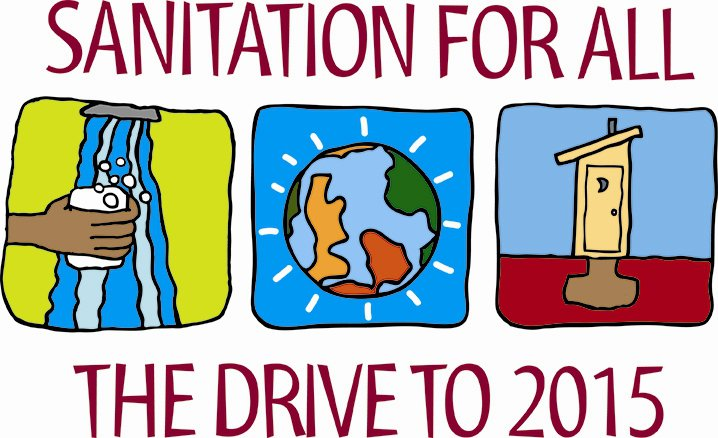
الشعار المعدل للسنة الدولية للصرف الصحي، المستخدم في شعار حملة الأمم المتحدة حتى عام 2015

أعلنت الأمم المتحدة عن عام 2008 سنة دولية للصرف الصحي بالتزامن مع عقد المياه من أجل الحياة.
وأعلنت الجمعية العامة للأمم المتحدة عام 2008 سنة دولية للصرف الصحي. يوجد في جميع أنحاء العالم ما يقرب من 2.6 مليار شخص لا يحصلون على خدمات الصرف الصحي الأساسية اليوم. كان الهدف من عام 2008 باعتباره السنة الدولية للصرف الصحي هو المساعدة في رفع مستوى الوعي بهذه الأزمة وتسريع التقدم نحو تحقيق الأهداف الإنمائية للألفية للأمم المتحدة وخفض عدد الأشخاص الذين لا يستطيعون الوصول إلى الصرف الصحي الأساسي إلى النصف بحلول عام 2015.

## الأهداف
كان التقدم نحو تحقيق الأهداف الإنمائية للألفية المتعلقة بالصرف الصحي بطيئاً ومتنوعاً في أجزاء مختلفة من العالم. والهدف الرئيسي من إعلان عام 2008 سنة دولية للصرف الصحي هو المساعدة في إعادة المرافق الصحية إلى الأهداف الإنمائية للألفية على المسار الصحيح لتحقيق الهدف المتمثل في خفض نسبة الأشخاص الذين لا يحصلون على خدمات الصرف الصحي الأساسية إلى النصف بحلول عام 2015. وسوف يتطلب تحقيق هذا الهدف التعاون بين مختلف وكالات الأمم المتحدة، وخاصة إدارة الشؤون الاقتصادية والاجتماعية التابعة للأمم المتحدة، واليونيسيف، فضلاً عن الوكالات الحكومية، والمنظمات غير الحكومية، والشركات الخاصة، والدوائر الأكاديمية.
ويهدف هذا العام إلى تنمية الوعي والعمل لتحقيق هدف الصرف الصحي في الأهداف الإنمائية للألفية. المخاوف الخاصة هي:
- إزالة الوصمة المحيطة بالصرف الصحي، بحيث يمكن مناقشة أهمية الصرف الصحي بشكل أسهل وعلني.
- تسليط الضوء على الحد من الفقر والصحة والفوائد الأخرى التي تنبع من تحسين النظافة وترتيبات الصرف الصحي المنزلية ومعالجة مياه الصرف الصحي.

## النتائج
تم تشكيل شبكة تحالف استدامة الصرف الصحي في عام 2007 من أجل الحصول على علامة مشتركة للأنشطة المخطط لها للسنة الدولية للصرف الصحي في عام 2008 ولكي تكون قادرة على مواءمة المنظمات مع بعضها البعض لمزيد من المبادرات المحتملة. 

## تاريخ
بدأ تسليط الضوء على الصرف الصحي كقضية رئيسية في جميع أنحاء العالم في عام 2000 مع اعتماد الأمم المتحدة للأهداف الإنمائية للألفية، التي تهدف إلى الحد من الفقر وتحسين الصحة والرفاهية العامة لجميع الناس. تمت مناقشة المزيد من تطوير هذه الأهداف في عام 2002 في القمة العالمية للتنمية المستدامة في جوهانسبرج، مع إدراج الوصول إلى الصرف الصحي باعتباره أمرًا أساسيًا لتحقيق جميع الأهداف المحيطة بوضع حد للفقر. حددت خطة عمل جوهانسبرج هدف خفض عدد الأشخاص الذين لا يحصلون على خدمات الصرف الصحي الأساسية إلى النصف بحلول عام 2015.

## روابط خارجية
- موقع مياه الحياة: https://web.archive.org/web/20080228232149/http://www.lifewater.org/the_global_need/water_and_hygiene.html
- موقع اليوم الدولي للصرف الصحي للأمم المتحدة: https://web.archive.org/web/20071019013414/http://esa.un.org/iys/
- اليونيسف – السنة الدولية للتربة
- الأمم المتحدة للمياه